# Emmanuel Verrolles
 (février 2020).
Emmanuel-Jean-François Verrolles, né le 12 avril 1805 à Caen et mort le 29 avril 1878 à Ing-Tse en Mandchourie, est un évêque missionnaire français. Il participe au premier concile du Vatican en qualité de Père conciliaire.

## Biographie

### Enfance
Emmanuel Verrolles est le sixième fils d'une famille de dix enfants. Son père, Pierre Verrolles dirige à la tête d'une quarantaine d'ouvriers une grande exploitation de jardins ; sa mère, Mme Verrolles, née Victoire Adeline est une femme pieuse et robuste. Son parrain, l'abbé Leconte, neveu du révéré missionnaire chinois Hamel (mort en 1812) l'exerce dès son plus jeune âge à servir la messe et très tôt, le désir du jeune Emmanuel de partir en mission se fait sentir. A cinq ou six ans, lorsqu'on lui demande quel métier lui conviendrait le mieux, il répond invariablement avec son accent enfantin : « Ze veux aller sez les Sinois. »

### Missionnaire
Il entre ainsi au lycée de Caen, puis au grand séminaire de Bayeux où il est ordonné prêtre le 31 mai 1828, et après quelque temps à Argences, à Pont-l'Évêque et à Aunay, le 8 juillet 1830, il entre au Séminaire des Missions étrangères et s'embarque le 1er décembre de la même année pour Macao, où il parvient le 15 juillet 1831. Il exerce ensuite son apostolat dans la région du Su-Tchuen en compagnie de Jacques-Léonard Pérocheau. Désigné vicaire apostolique de la Mandchourie en 1838 par les Missions étrangères de Paris, il reçoit ces lettres le 30 janvier 1840 et est consacré évêque de Columbica (de) par Gioacchino Salvetti (it) le 8 novembre avec comme co-consacréateur Alfonso-Maria di Donato. Il arrive en Mandchourie en 1841 sur le territoire de laquelle vivent 3 619 catholiques laissés pour beaucoup depuis longtemps à l'abandon. Il est bientôt rejoint par M. de la Brunière puis par Siméon Berneux et Charles Vénault qui formeront ses premiers collaborateurs dans l'apostolat.

### Retour en France
Le 18 novembre 1844, désireux de régler certaines affaires concernant les frontières de son vicariat apostolique, il s'embarque pour Rome, où il parvient le 30 mai 1845 ; cette affaire réglée, il se rend à Frohsdorf visiter le comte de Chambord puis rend visite à sa famille à Caen où sa mère décède durant son séjour le 12 septembre. Quelque temps après les funérailles qu'il célébra lui-même, il écrit : « Saint Augustin pleura pendant une heure sa mère qu'il aimait tant, nous qui sommes plus jeunes et moins saints, pleurons un jour, deux jours, mais pas plus, et reprenons notre labeur quotidien. »
Désireux de faire naître une ferveur pour les Missions chez ses compatriotes et avec l'approbation de Sacrée Congrégation de la Propagande, il parcourt presque tous les diocèses, « prêchant deux à trois fois par jour, à dix et vingt lieues de distance, souvent à des auditoires immenses » (lettre à Pie IX) pendant dix mois. Jouissant partout d'une réputation de sainteté, plusieurs miracles lui sont même attribués, parmi lesquels la guérison instantanée de Sœur Marie-Eulalie Deserre gravement malade du diabète depuis dix-huit mois au monastère Sainte-Marie à Riom, « incapable de faire un seul pas sans le secours de deux bras, ou d'une canne-béquille et d'un bras ; buvant continuellement sans pouvoir se désaltérer, ne dormant presque jamais, ayant une fièvre très forte, accompagnée de violents maux de tête, de sueurs abondantes, condamnée dans une assemblée de médecins » selon que l'atteste le procès-verbal du miracle conservé aux archives des Missions-Etrangères  : le 8 juillet 1846, l'évêque arrive au monastère, est introduit dans la salle de communauté en compagnie de deux prêtres et demande à plusieurs reprises si toutes les personnes de la maison sont bien présentes. Sœur Marie-Eulalie n'étant pas là en raison de sa maladie, on l'envoie chercher et bientôt elle se traîne avec peine, accompagnée de deux infirmières jusqu'à la salle des assemblées. « Cessant dès lors de demander si tout le monde étant présent [Mgr Verrolles] continua encore quelques instants sa narration sur le Chine [...], puis témoigna vouloir se retirer, étant pressé de repartir. Notre chère malade se trouva alors sur son passage et lorsque Monseigneur fut devant elle, M. notre aumônier le pria de lui faire baiser son anneau, et nous, de vouloir bien la bénir d'une bénédiction particulière. Au même instant, avec un air inspiré et tout céleste, que remarquèrent toutes les personnes qui étaient présentes, jusqu'à une des plus petites élèves, qui dit avec transport à ses compagnes : « Regardons, il va la guérir... il va faire un miracle... » Sa Grandeur lui fit baiser son anneau, lui fit un signe de crois sur la tête ; puis d'un ton ferme, il lui dit : « Levez la tête. » Ce qu'il fit lui-même en lui renouvelant un signe de croix sur le front, il lui passa la main sur la tête, en prononçant quelques prières en latin, lui donna sa bénédiction et sortit promptement. [...] Notre chère sœur [...] se trouva redressée, de courbée qu'elle était, et s'écria : « Hélas, hélas ! qu'est-ce que Monseigneur m'a fait, je suis guérie ! » Elle fait quelques pas avec hésitation, quitte le bras de la sœur infirmière, et se met à courir, traversant le groupe des personnes qui étaient devant, pour venir se prosterner aux pieds de Monseigneur, et remercier son bienfaiteur qui n'eut pas l'air de faire attention à elle. [...] Dès le même jour, tous les symptômes du diabète disparurent. [...] Au bout de quelques jours, il lui a été permis de suivre tous les exercices communs, sans aucune dispense et sans en être fatiguée. Sa santé est parfaite, et notre chère et bien précieuse sœur se trouve contente et très heureuse, et est pour nous un souvenir perpétuel de la puissance de Dieu et des merveilles qu'il a opérées sous nos yeux. »
Fort de ces succès, au mois de mars, il est même invité à déjeuner aux Tuileries par Louis-Philippe qui éprouve à son égard une sympathie réelle et lui offre l'archidiocèse de Cambrai, qu'il refuse. Le dimanche 2 mai 1847, il prêche à Saint-Roch devant toute la cour, le 7 à Saint-Germain-l'Auxerrois et le soir du même jour à Saint-Vincent-de-Paul. Grâce à tous ces efforts, il est à noter que l'Œuvre de la Propagation de la Foi a durant l'année 1848 enregistré une hausse notable de ses ressources malgré la révolution qui mit fin au commerce pendant quelque temps.

### Retour en Mandchourie et second voyage en Europe
Le 15 juillet 1847 Emmanuel Verrolles repart de Marseille et débarque à Yang-kouan le 4 mars 1848, mais à peine rentré, en 1849, il est de nouveau forcé de se rendre à Rome régler les différends concernant les limites de son Vicariat. Apprenant le départ de Pie IX pour Gaète et le succès des expéditions françaises en Italie durant la traversée, il se rend de Naples à Gaëte, est reçu par le Saint-Père qui lui assure qu'il réglera la question de son Vicariat puis se dirige vers Rome où les généraux Oudinot, Baraguay-d'Hilliers et Sauvan le reçoivent avec empressement. En attendant le retour du Pape indécis à Rome, il s'occupe en confessant les soldats français en garnison.

### Lettre à Pie IX
Enfin, n'y tenant plus, il adresse une lettre décisive au Pape le 24 février 1850, dont voici la teneur et que nous mettons ici à disposition dans son intégralité car introuvable ailleurs : 
« Très Saint-Père,
J'ai été voir M. le général Baraguay-d'Hilliers, il s'est profondément incliné et a été singulièrement touché, quand je lui ai dit que Sa Sainteté lui donnait sa bénédiction et qu'elle était disposée, décidée à revenir à Rome incessamment. - Dieu le veuille ! s'est-il écrié, ici, tout est en souffrance, rien ne se fait ni ne peut se faire. Tous nous attendons cet heureux retour, mais, ajoutait-il, ce retour a été tant de fois annoncé que nous n'osons plus rien croire à ce sujet. Le Saint-Père n'a pas confiance en nous. Eh bien ! pourtant quel intérêt, sinon sa cause sainte, a pu nous amener ici. Nous ne possédons rien en Italie, nous sommes donc désintéressés dans cette campagne. Que peut craindre le Saint-Père en revenant ici ? Je ferais, si besoin était, à sa personne sacrée un rempart de mon corps ! - Et moi, dit le général Sauvant, dont Votre Sainteté connaît la religion, la piété ; je réponds de la tête du Saint-Père sur la mienne ! Hier, sont partis pour la France, les braves du 10e et du 17e de ligne. Demain part encore un autre régiment, dit-on. Ils partent, très Saint-Père, mécontents et contristés, frustrés dans leur espérance si méritée de jouir de votre auguste présence, et de recevoir pour eux et leurs drapeaux, pour leur famille, votre sainte bénédiction. J'en ai entendu qui disaient : « C'est pour lui que nous avons versé notre sang, que nos camarades sont tombés sur le champ de bataille, et nous partirons de Rome sans le voir. » Très Saint-Père, la bonté tout paternelle avec laquelle vous avez accueilli le dernier de vos frères, le plus soumis de vos enfants, m'a rempli de confiance, et m'engage à dire à Votre Sainteté, avec ouverture de cœur, ce que je sais, ce que j'entends, ce que je sens moi-même. Aussi bien suis-je étranger à toute politique, à tous les partis, et Votre Sainteté sait que ma seule fin et mon unique désir sont de retourner vite, au plus tôt, jusqu'au fond de l'Asie, consumer, au milieu de mes déserts glacés et barbares, le peu de forces et de vie qui me reste. Depuis vingt ans, j'habite la Chine ; donc tout a disparu à mes yeux, sinon la gloire de l'Église, mon amour pour elle et mon dévouement sans bornes à Votre Sainteté. Hé bien, Saint-Père, je vous en conjure, à genoux à vos pieds sacrés, accomplissez enfin votre promesse... négligez des obstacles, des entraves, que des ennemis, ennemis de tout bien, ne cessent de semer sur votre route !... Ces obstacles qui surgissent à tout moment, Votre Sainteté en convient elle-même, sont des cas isolés, sans portée grave et d'un ordre secondaire. La faction socialiste et franc-maçonne ne cessera de les répéter, de les multiplier, tant qu'elle pourra croire retarder par là votre retour. Votre absence est son triomphe, votre retour sera son échec et sa ruine, et couronnera cette glorieuse expédition de la France, votre Fille aînée, la puissance catholique par excellence. Je dis la France catholique, qui a voulu soutenir l'œuvre de son empereur Charlemagne, et qui, en versant pour votre cause le sang de ses soldats, a demandé, par cette expiation, le pardon de ses fautes anciennes, et repris le rang qu'elle doit occuper depuis Clovis à la tête des nations catholiques de l'univers. Je n'ignore point qu'on désirerait une position plus sûre, un horizon moins chargé ! Hélas ! c'est le malheur de l'époque... mais il faut vivre avec son époque... le mieux n'est-il pas souvent le plus grand ennemi du bien ? Quant aux incertitudes de l'avenir, le bon Dieu vous protégera ; il agira lui-même, il a déjà fait tant de miracles, il en fera encore ! Le plan, le désir des francs-maçons et aussi celui des ennemis, des jaloux, des envieux de la France, que Votre Sainteté me disait elle-même être fort nombreux, est que Votre Sainteté ne rentre pas dans Rome. Le motif des seconds est sans doute bien différent de celui des premiers ; ceux-ci sont vos ennemis mortels, Très Saint-Père ; ceux-là ne sont que les ennemis de la France dont la gloire les offusque depuis bien longtemps. Leur union avec les premiers est fâcheuse, il ne faut pas s'étonner. Cette déplorable coïncidence donne à toutes ces histoires calomnieuses, à ces interprétations exagérées, absurdes, un tel air de vérité, que les mieux intentionnés, des personnages vénérables et à l'abri des passions, finissent par y ajouter foi. Qui, en effet, soit à Rome, soit à Naples, prend parti pour les Français ?... Qui ne cherche à les dénigrer ? On n'a pu attaquer les vertus de l'armée, elle a tout souffert, tout enduré, au dedans et au dehors de Rome. Ses vertus, sa patience, sa discipline ont enlevé les éloges de tous, et Votre Sainteté s'écriait : 'C'est un miracle de premier ordre !' Je suis très loin de dire que des fautes n'aient pas été commises, mais ce que je tiens à démontrer, c'est la passion qui gâte et envenime tout, passion aveugle et injuste, qui sert si bien la cause des ennemis. Donc, Très Saint-Père, il n'y a pas à balancer... Votre Sainteté le voit et en convient ; elle me l'a répété tant de fois : que c'est décidé... que sa conscience lui en a fait un devoir... Et c'est bien vrai !... mais ce fatal demain nous perd... et frustre Rome de votre auguste présence. Dites, Très Saint-Père, ce mot qui sied si bien au Chef de l'Eglise : Je le veux ! Plus de réflexions, je pars ! Levez-vous donc, ô mon prince ! Accingere Potentissime ! prospere, procede et regna, populi sub te cadent ! Votre Sainteté n'a rien à craindre, saint Michel sera votre égide, et les 12 à 13 000 hommes de notre brave armée, qui restent encore ici et dans les Etats de l'Eglise, sont plus que suffisants pour empêcher tout mouvement hostile. Votre retour va les combler de joie et faire cesser la position fausse, irritante (par la joie secrète et maligne de nos ennemis) où ils se trouvent aujourd'hui. Ce complément de leur triomphe, qu'ils ont mérité au prix de leur sang, est une dette sacrée que Votre Sainteté ne peut, en justice, leur refuser plus longtemps. Très Saint-Père, aujourd'hui les mois sont des années, et chaque jour de retard cause une perte certaine à Votre Sainteté. Après le baisement des pieds, j'ai l'honneur d'être avec un profond respect et une affection tout filiale,
Très Saint-Père, de votre Sainteté, le très humble et très obéissant serviteur,
Emmanuel Verrolles
Évêque de Colomby, Vicaire apostolique de Mandchourie. »
Cette lettre fut remise à Pie IX en personne le 1er mars par l'évêque de Vancouver. Deux jours après, le 3 mars, le pape annonça publiquement sa décision de rentrer à Rome, faisant allusion aux termes mêmes employés par Emmanuel Verrolles. Quelques jours plus tard, le Pape faisait encore référence à cette lettre lors d'une réunion solennelle : « Je ne serais pas encore revenu à Rome, cardinaux, diplomates, rien n'y faisait, mais un petit évêque de Chine m'a écrit de Rome une lettre telle, que je suis parti et me voici. Car, vraiment, personne ne m'a jamais parlé de la sorte, pas même mon confesseur. » En témoignage de sa gratitude, Pie IX le fait à cette occasion assistant au trône pontifical, fonction rarement accordées aux simples Vicaires apostoliques.

### Retour en Asie
Revenu en Chine, Emmanuel Verrolles fait face à la famine en 1854, les parents affamés abandonnant leurs enfants permet à la mission qui les recueille d'enregistrer cette année-là 2 000 baptêmes. Le 25 décembre, il consacre Siméon Berneux, devenu vicaire apostolique de la Corée. En 1862, l'évêque compte à ses côtés 9 missionnaires et 5 700 fidèles. Les traités de Tien-tsin et de Pékin (1858-1860) sont accueillis avec joie par les missionnaires pouvant désormais prêcher l’Évangile en toute liberté et lorsqu'en 1865 plusieurs chrétientés ont à se plaindre d'injustices de la part des autorités du Liaodong, Emmanuel Verrolles se rend à Pékin et obtient gain de cause.

### Participation au Concile Vatican I
En 1870, malgré soixante-cinq ans d'existence et trente-neuf ans d'apostolat, Emmanuel Verrolles se dispose à aller au concile du Vatican et prend là-bas pour théologien un prêtre du diocèse de Bayeux, M. Reverony. Il y tiendra plus le rôle d'un auditeur attentif que celui d'un actif participant, ne pouvant se rendre à la session du 18 juillet en raison d'une forte fièvre.

### Mort
Malgré sa santé faiblissante, Emmanuel Verrolles retourne en Mandchourie en 1875, emmenant avec lui quelques religieuses de la Congrégation de la Providence de Portieux. En 1876, une dernière famine ravage la Mandchourie. Enfin le 29 avril 1878, vers 4 heures du matin, Emmanuel Verrolles expira des suites de la fièvre typhoïde. Il avait alors soixante-treize ans d'âge, quarante-neuf ans et dix mois de sacerdoce et trente-huit ans d'épiscopat.

## Succession apostolique
Emmanuel Verrolles a ordonné les évêques suivants :
- Évêque Jean-Joseph-Jean-Baptiste Ferréol (pl), M.E.P. (1843)
- Évêque Siméon-François Berneux, M.E.P. (1854)